# Kokošovce
Kokošovce (bis 1927 slowakisch „Kakašovce“; deutsch Kobersdorf, ungarisch Delnekakasfalva – bis 1907 Kakasfalu) ist eine kleine Gemeinde im Osten der Slowakei mit 937 Einwohnern (Stand 31. Dezember 2024) im Okres Prešov, einem Teil des Prešovský kraj, und wird zur traditionellen Landschaft Šariš gezählt.

## Geographie

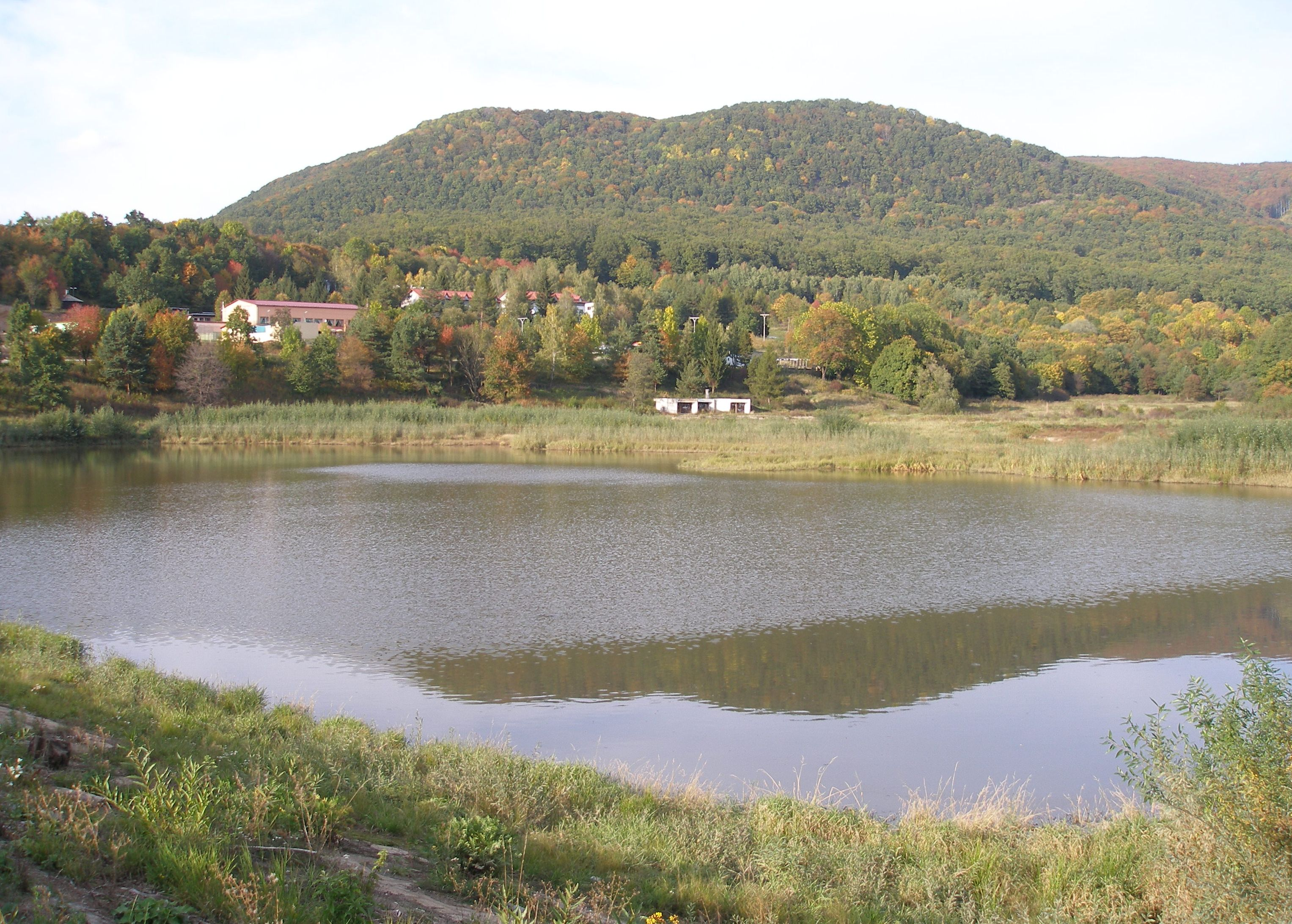
Erholungsgebiet Sigord

Die Gemeinde befindet sich im Nordteil des Talkessels Košická kotlina im Tal des Baches Delňa. Im Osten bedecken westliche Ausläufer des Gebirges Slanské vrchy einen Teil des Gemeindegebiets. Auf dem Gemeindegebiet findet man die Mineralquelle Šťavica sowie ein kleines Erholungsgebiet rund um den kleinen Stausee Sigord. Das Ortszentrum liegt auf einer Höhe von 375 m n.m. und ist 11 Kilometer von Prešov entfernt.
Nachbargemeinden sind Ruská Nová Ves im Norden, Zlatá Baňa im Osten, Abranovce im Süden, Dulova Ves im Westen und Prešov (Stadtteil Solivar) im Nordwesten.

## Geschichte

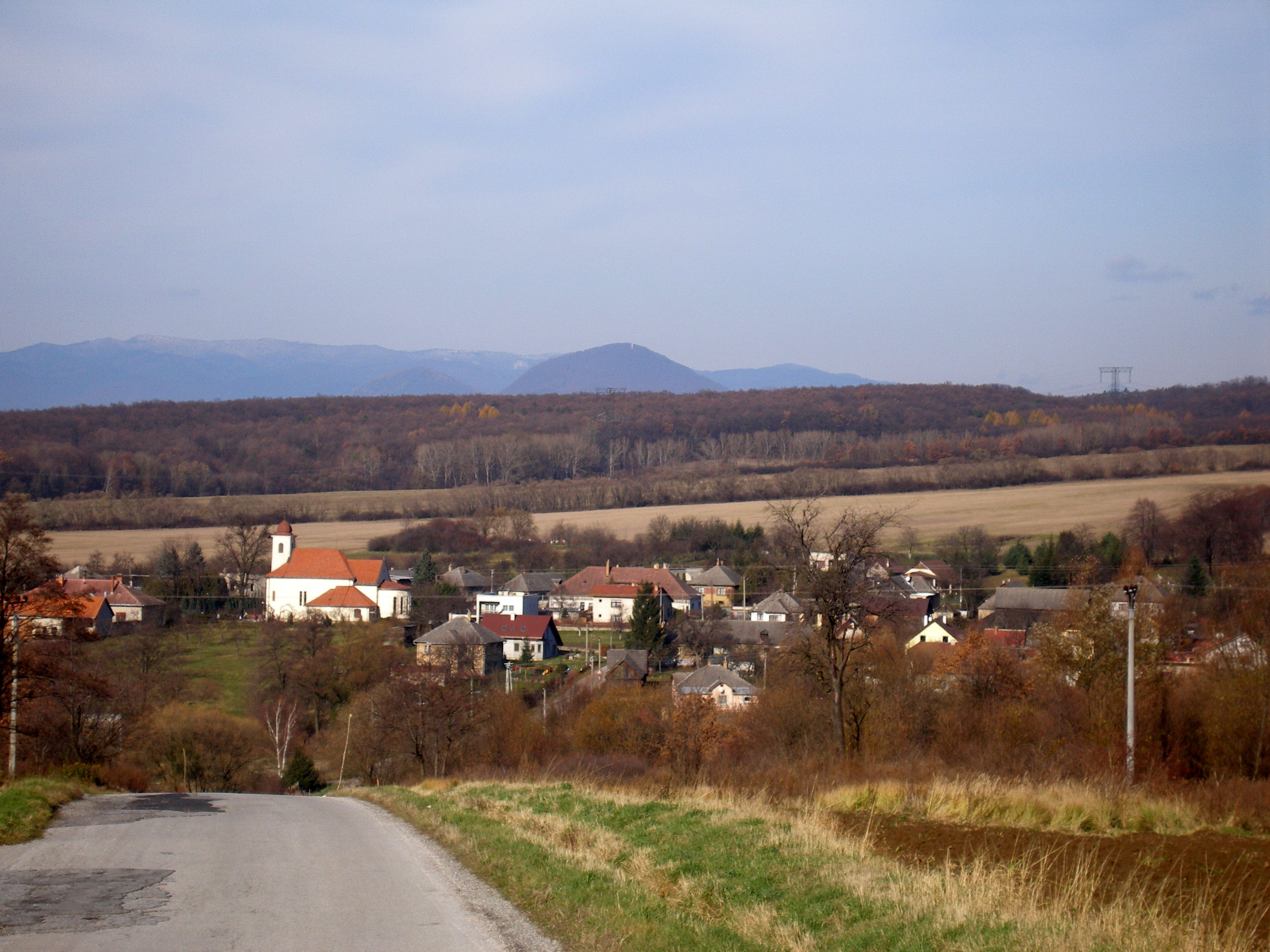
Blick auf Kokošovce

Der Ort wurde zum ersten Mal 1272 als Delnafeu schriftlich erwähnt, als verschiedene Angehörige des Landadels aus der Gespanschaft Scharosch Teile der bis dahin königlichen Güter erhielten. Die heutige Namensform erschien erst 1422 in der Form Kakasfalua und leitet sich vom Nachnamen Kakasch, den einstige Gutsbesitzer führten, ab. Im Jahr 1427 waren keine Steuern anfällig. Die Einwohner waren als Holzfäller und Landwirte, aber auch als Bergleute in nahen Salzbergwerken von Solivar sowie als Salzfuhrmänner beschäftigt. 1787 hatte die Ortschaft 41 Häuser und 289 Einwohner, 1828 zählte man 74 Häuser und 539 Einwohner.
Bis 1918 gehörte der im Komitat Scharosch liegende Ort zum Königreich Ungarn und kam danach zur Tschechoslowakei beziehungsweise heute Slowakei.

## Bevölkerung
| Jahr                | 1994 | 2004     | 2014     | 2024     |
| ------------------- | ---- | -------- | -------- | -------- |
| Anzahl der Personen | 611  | 674      | 785      | 937      |
| Unterschied         |      | +10,31 % | +16,46 % | +19,36 % |

| Jahr                | 2023 | 2024    |
| ------------------- | ---- | ------- |
| Anzahl der Personen | 941  | 937     |
| Unterschied         |      | −0,42 % |

Nach der Volkszählung 2011 wohnten in Kokošovce 726 Einwohner, davon 707 Slowaken, sechs Tschechen sowie jeweils ein Deutscher und Ukrainer. 11 Einwohner machten keine Angabe zur Ethnie.
659 Einwohner bekannten sich zur römisch-katholischen Kirche, 19 Einwohner zur griechisch-katholischen Kirche, 11 Einwohner zur Evangelischen Kirche A. B., fünf Einwohner zu den Siebenten-Tags-Adventisten und ein Einwohner zur orthodoxen Kirche. Neun Einwohner waren konfessionslos und bei 30 Einwohnern wurde die Konfession nicht ermittelt.

## Bauwerke

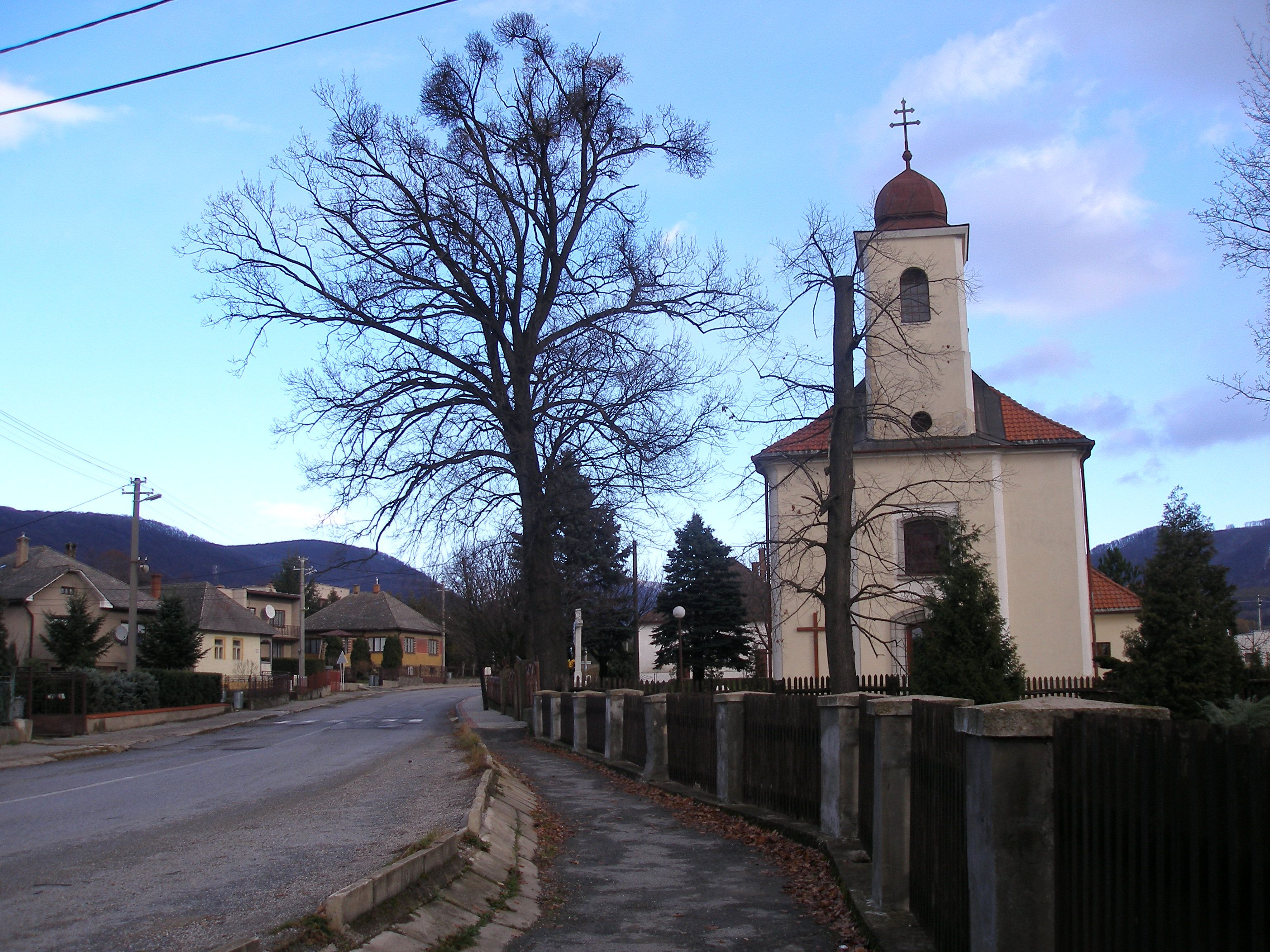
Kirche in Kokošovce

- römisch-katholische Kirche im klassizistischen Stil aus dem Jahr 1815